# Francisco Güerri
Francisco Güerri Ballarín, né le 13 avril 1959 à Benasque (province de Huesca, Espagne), est un footballeur international espagnol qui évoluait au poste de milieu de terrain avec le Real Saragosse dans les années 1980.

## Biographie

### En club
Francisco Güerri évolue pendant 10 saisons au Real Saragosse, de 1978 à 1988.
Il remporte avec cette équipe une Coupe d'Espagne en 1986.
Il dispute avec Saragosse 272 matchs en première division, inscrivant 10 buts.
Il joue ensuite à l'UD Las Palmas de 1988 à 1991. Avec cette équipe, il dispute 57 matchs en deuxième division, marquant un but.

### Équipe nationale
Francisco Güerri participe aux Jeux olympiques d'été de 1980 avec l'équipe d'Espagne. Lors du tournoi olympique organisé en URSS, il joue un match contre la RDA.
Il reçoit trois sélections en équipe d'Espagne entre 1983 et 1984.
Il joue à cet effet un match amical contre la France, puis un match contre les Pays-Bas comptant pour les éliminatoires de l'Euro 84, et enfin un dernier match amical contre le Luxembourg.

## Palmarès
- Vainqueur de la Coupe d'Espagne en 1986 avec le Real Saragosse